# Sainte-Suzanne-sur-Vire
Pour les articles homonymes, voir Sainte-Suzanne.
Sainte-Suzanne-sur-Vire est une commune française, située dans le département de la Manche en région Normandie, peuplée de 694 habitants.

## Géographie
La commune est en pays saint-lois. Son bourg est à 2 km au nord-ouest de Condé-sur-Vire, à 7,5 km au sud de Saint-Lô, à 11 km à l'est de Canisy et à 12 km au nord de Tessy-sur-Vire.
Situé près de la Vire, le bourg est au croisement des routes départementales nos 86 et 449. La D 86 relie Condé-sur-Vire au sud-est à Saint-Lô au nord. La D 449 permet de rejoindre La Mancellière-sur-Vire au nord-ouest et Saint-Jean-des-Baisants au nord-est. Partant de la D 86 au nord du bourg, la D 549 mène à La Barre-de-Semilly au nord-est. Tout près de la limite nord-est passe la route nationale 174 à 2x2 voies depuis 2005, qui mène à l'autoroute A 84 à 13,5 km (échangeur no 40).
La ligne de Saint-Lô à Guilberville, désaffectée depuis quelques années (trains très rares depuis 1995), enjambe la Vire tout près de l'église par un pont de type Eiffel construit en 1890. Un pont-route en service en 1949 traverse également la Vire à proximité. Il remplace le pont lancé en 1902 qui, bombardé par l'aviation américaine mais jamais atteint, a été détruit en 1944 par les Allemands ; lors de leur retraite, les Allemands essayaient d'entraver la progression des troupes alliées. Ce pont était le frère jumeau du pont de chemin de fer.
Depuis la fin du XVIIe siècle au moins, un pont précaire appelé « les planches de Sainte-Suzanne », permettait d'accéder à la commune voisine, La Mancellière-sur-Vire. Au temps des gabares, celles-ci naviguaient sur la Vire et déchargeaient des matériaux au « port de Sainte-Suzanne ». La dernière gabare serait passée en 1932, six ans après le déclassement de la Vire comme voie navigable.
Sainte-Suzanne-sur-Vire est comme l'indique son nom dans le bassin de la Vire qui délimite le territoire à l'ouest. Deux courts affluents parcourent le territoire communal.
Le point culminant (110 m) se situe en limite nord-est, près du lieu-dit Gosseville. Le point le plus bas (17 m) correspond à la sortie de la Vire du territoire, au nord-ouest. La commune est bocagère.
| Baudre                                               | Baudre                  | Condé-sur-Vire |
| Bourgvallées (comm. dél. de La Mancellière-sur-Vire) | Sainte-Suzanne-sur-Vire | Condé-sur-Vire |
| Bourgvallées (comm. dél. de La Mancellière-sur-Vire) | Condé-sur-Vire          | Condé-sur-Vire |

### Hydrographie
La commune est située dans le bassin Seine-Normandie. Elle est drainée par la Vire, le fossé 01 de l'Écluse et divers autres petits cours d'eau,.
La Vire, d'une longueur de 128 km, prend sa source dans la commune de Vire Normandie et se jette  dans la baie de Seine en limite d'Osmanville et de Carentan-les-Marais, après avoir traversé 27 communes. 

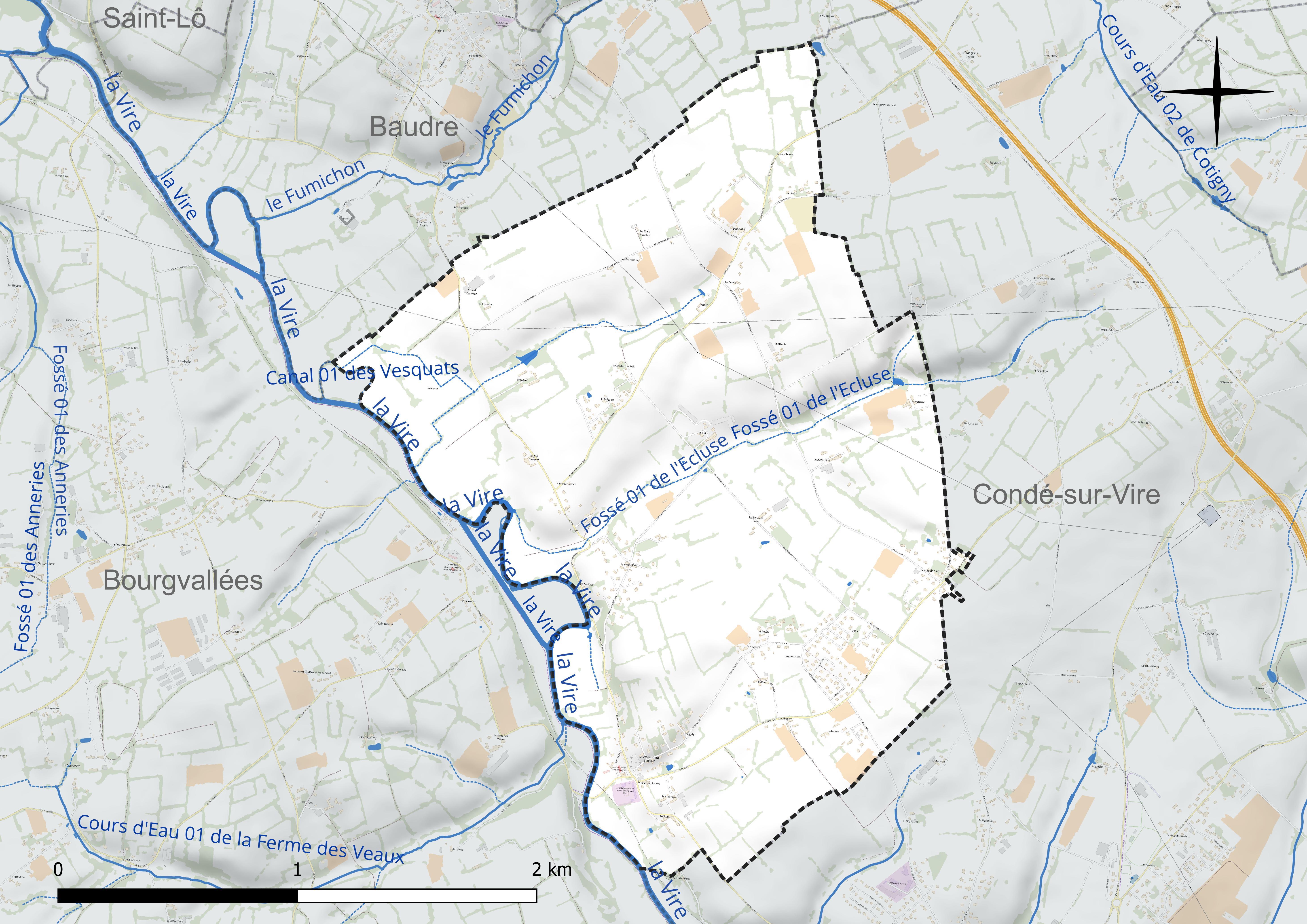
Réseau hydrographique de Sainte-Suzanne-sur-Vire.

### Climat
Pour des articles plus généraux, voir Climat de la Normandie et Climat de la Manche.
En 2010, le climat de la commune est de type climat océanique franc, selon une étude du CNRS s'appuyant sur une série de données couvrant la période 1971-2000. En 2020, Météo-France publie une typologie des climats de la France métropolitaine dans laquelle la commune est exposée à un climat océanique et est dans la région climatique  Normandie (Cotentin, Orne), caractérisée par une pluviométrie relativement élevée (850 mm/a) et un été frais (15,5 °C) et venté. Parallèlement le GIEC normand, un groupe régional d’experts sur le climat, différencie quant à lui, dans une étude de 2020, trois grands types de climats pour la région Normandie, nuancés à une échelle plus fine par les facteurs géographiques locaux. La commune est, selon ce zonage, exposée à un « climat contrasté des collines », correspondant au Bocage normand, bien arrosé, voire très arrosé sur les reliefs les plus exposés au flux d’ouest, et frais en raison de l’altitude.
Pour la période 1971-2000, la température annuelle moyenne est de 10,8 °C, avec une amplitude thermique annuelle de 12,2 °C. Le cumul annuel moyen de précipitations est de 875 mm, avec 14,1 jours de précipitations en janvier et 8,5 jours en juillet. Pour la période 1991-2020, la température moyenne annuelle observée sur la station météorologique la plus proche, située sur la commune de Condé-sur-Vire à 2 km à vol d'oiseau, est de 11,3 °C et le cumul annuel moyen de précipitations est de 956,7 mm,. Pour l'avenir, les paramètres climatiques de la commune estimés pour 2050 selon différents scénarios d’émission de gaz à effet de serre sont consultables sur un site dédié publié par Météo-France en novembre 2022.

## Urbanisme

### Typologie
Au 1er janvier 2024, Sainte-Suzanne-sur-Vire est catégorisée commune rurale à habitat dispersé, selon la nouvelle grille communale de densité à sept niveaux définie par l'Insee en 2022.
Elle est située hors unité urbaine. Par ailleurs la commune fait partie de l'aire d'attraction de Saint-Lô, dont elle est une commune de la couronne,. Cette aire, qui regroupe 63 communes, est catégorisée dans les aires de 50 000 à moins de 200 000 habitants,.

### Occupation des sols
L'occupation des sols de la commune, telle qu'elle ressort de la base de données européenne d’occupation biophysique des sols Corine Land Cover (CLC), est marquée par l'importance des territoires agricoles (100 % en 2018), une proportion identique à celle de 1990 (100 %). La répartition détaillée en 2018 est la suivante : prairies (62,6 %), zones agricoles hétérogènes (30,2 %), terres arables (7,2 %). L'évolution de l’occupation des sols de la commune et de ses infrastructures peut être observée sur les différentes représentations cartographiques du territoire : la carte de Cassini (XVIIIe siècle), la carte d'état-major (1820-1866) et les cartes ou photos aériennes de l'IGN pour la période actuelle (1950 à aujourd'hui).

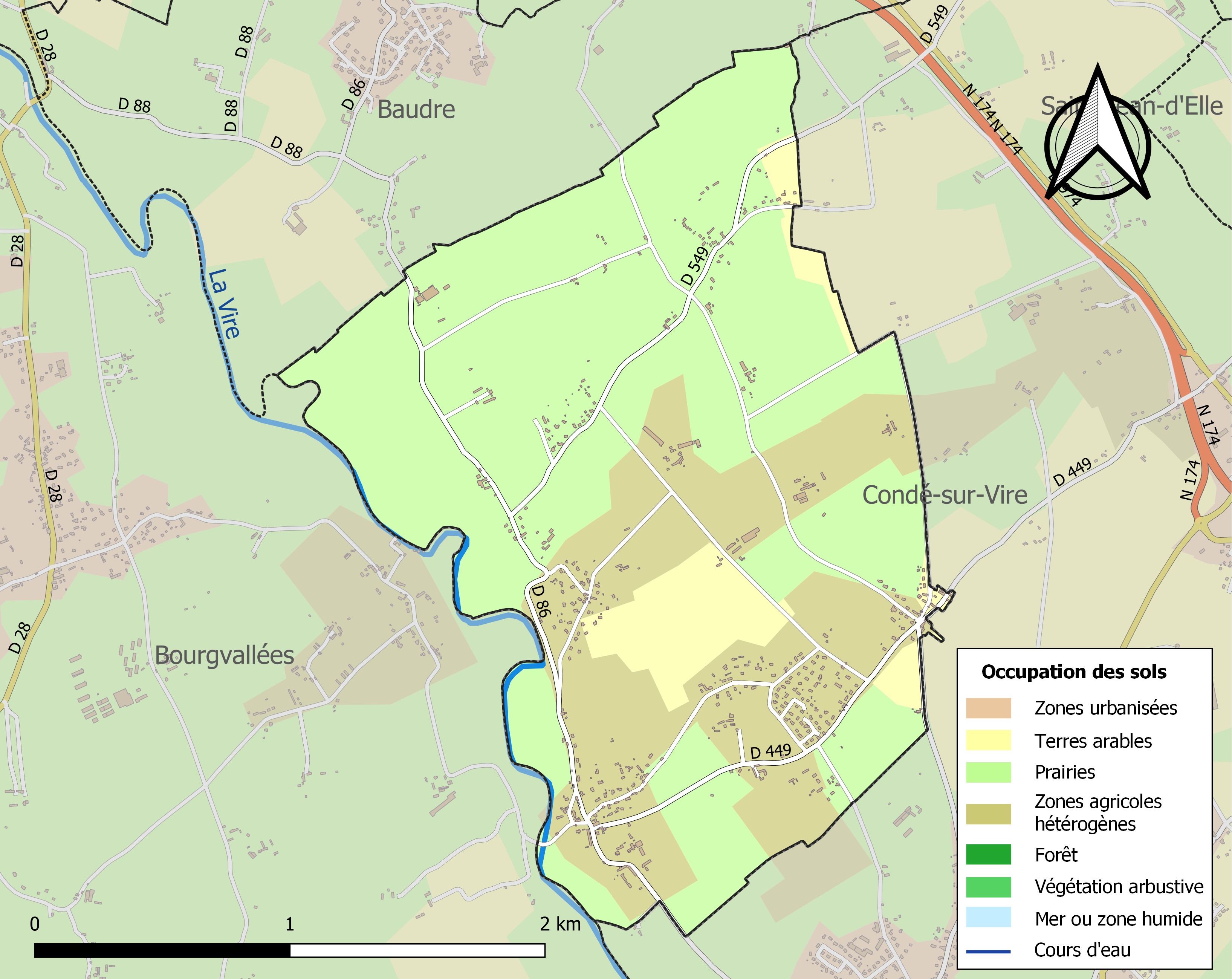
Carte des infrastructures et de l'occupation des sols de la commune en 2018 (CLC).

## Toponymie
Le nom de la localité est attesté sous la forme ecclesia Sancte Suzanne vers 1350.
La paroisse est dédiée à Suzanne de Rome, vierge romaine martyrisée au IIIe siècle. La Vire borde le territoire à l'ouest.
Le gentilé est Sainte-Suzannais.

## Histoire
La paroisse dépendait du doyenné de Torigni-sur-Vire (anciennement Thorigny) et du diocèse de Bayeux. Sainte-Suzanne-sur-Vire, comme d'autres communes à l'ouest de la Vire, appartient au département de la Manche depuis sa création en 1790. La paroisse fut incorporée au doyenné de Saint-Lô et au diocèse de Coutances en 1802, juste après le Concordat de 1801 qui rétablissait l'unité de l'Église.
Le XIIe siècle avait vu le patronage de Sainte-Suzanne passer aux mains du prieuré de Saint-Fromond appartenant au diocèse de Bayeux. Cela résultait de la donation de l'église primitive de Sainte-Suzanne aux moines de Saint-Fromond. Don fait par Marie de Thaun, et Hodierne de Sainte-Suzanne, épouse de Guillaume Corbel, à la suite de la prise d'habit dans le monastère par Nicolas, fils de Hodierne. Bien que Sainte-Suzanne dépende de Saint-Fromond, Henri Corbel en est seigneur et patron en 1356. Mais des difficultés mal connues apparaissent très vite ; des Carentan, des Pouilly figurent dans des transactions. En 1588, Robert de Brébeuf est noté comme noble de la paroisse. Son fils Georges en est le seigneur en 1623. Des d'Aubigny viennent ensuite dont Jean Campion d'Aubigny, beau-frère de Georges de Brébeuf qui précède. Henry-Anne Bernard d'Aubigny est seigneur et patron de la paroisse en 1699. Les Bernard d'Aubigny le sont toujours en 1774, mais demeurent à Saint-Amand (près de Thorigny). En 1808, la famille d'Aubigny, en la personne de Rose demeurant à Valognes, perd toute attache à Sainte-Suzanne après vente de ses biens.
Sous la Révolution, en 1792, figurent comme émigrés un nommé Courvalet et Jean-Baptiste Lerebour, prêtre réfractaire dont la famille demeure à Sainte-Suzanne. L'abbé Lerebour devient alors aumônier de Louis de Bourbon, prince de Condé, lors de son exil. Le curé de la paroisse, Bon Pinabel qui prête serment à la Constitution civile du clergé, se rétracte. Il est emprisonné au château de Thorigny et est libéré après le 28 juillet 1794 à la chute de Robespierre. L'église, dont on cacha les statues et qui fut rendue au culte en 1800, ne semble pas avoir subi d'importants dommages durant l'agitation, celle-ci ayant été limitée d'un côté à quelques têtes échauffées par les idées républicaines et de l'autre à la mutilation de l'arbre de la liberté planté. Elle fut toutefois mise en vente comme bien national, mais sans suite. Un acquéreur projetait de la démolir et de se servir des débris pour remplacer les « planches » et construire un nouveau pont sur la Vire. Par contre, le presbytère fut vendu le 11 prairial an IV (30 mai 1796) avant d'être réhabilité en 1822. Endommagé par les bombardements de 1944, il a été démoli en 1956.

## Politique et administration

### Tendances politiques et résultats
- Les électeurs de la commune placent Antoine Aubry et Fabienne Lecler en tête au premier tour des élections départementales de 2015[20] et le duo Mathieu Johann-Lepresle - Brigitte Boisgerault au second tour.
- Les électeurs de la commune placent Nicolas Mayer-Rossignol (Liste d'Union de la gauche) en tête au premier et au second tour des élections régionales 2015[21].

### Administration municipale
| Période                                  | Période   | Identité           | Étiquette | Qualité     |
| ---------------------------------------- | --------- | ------------------ | --------- | ----------- |
| 1900                                     | 1920      | Alphonse Lebeurier |           |             |
| 1920                                     | 1928      | Zéphir Morin       |           |             |
| 1928                                     | 1938      | Ernest Rihouet     |           |             |
| 1938                                     | 1944      | Georges Marguerite |           |             |
| 1944                                     | 1945      | Albert Marguerite  |           |             |
| 1945                                     | 1953      | Charles Marguerite |           |             |
| 1953                                     | 1957      | Henri Lerouxel     |           |             |
| 1957                                     | 1961      | Louis Rihouet      |           |             |
| 1961                                     | 1989      | Victor Bosquet     |           |             |
| 1989                                     | 1995      | Paul Vivier        | DVD       |             |
| 1995                                     | mars 2001 | Pierre Bernard     |           |             |
| mars 2001                                | mars 2014 | Marc Le Barbey     | SE        | Menuisier   |
| mars 2014                                | En cours  | Antoine Aubry      | SE        | Agriculteur |
| Les données manquantes sont à compléter. |           |                    |           |             |

Le conseil municipal est composé de quinze membres dont le maire et deux adjoints.

### Enseignement
- Une école publique accueillant deux classes mixtes. Un regroupement pédagogique avec la commune de Baudre existe depuis 1990.

## Démographie
L'évolution du nombre d'habitants est connue à travers les recensements de la population effectués dans la commune depuis 1793. Pour les communes de moins de 10 000 habitants, une enquête de recensement portant sur toute la population est réalisée tous les cinq ans, les populations de référence des années intermédiaires étant quant à elles estimées par interpolation ou extrapolation. Pour la commune, le premier recensement exhaustif entrant dans le cadre du nouveau dispositif a été réalisé en 2008.
En 2022, la commune comptait 694 habitants, en évolution de +2,06 % par rapport à 2016 (Manche : −0,31 %, France hors Mayotte : +2,11 %).
Il y avait 16 feux ou habitations en 1455, avec six pauvres. En 1467 : 20 feux, deux pauvres, et l'on mentionne deux nobles. En 1722 : 92 feux, et en 1765 : 91 feux.
Entre 1656 et 1800, on relève en moyenne 12 à 13 naissances, un peu moins de dix décès et un peu plus de trois mariages par année. La population atteint un maximum de 525 habitants en 1828. Après 1841, la population décroît pour se stabiliser autour de 300 habitants entre 1901 et 1968, en passant par le minimum de 284 en 1931. Elle augmente régulièrement depuis 1968 et atteint 500 âmes à la fin des années 1990.
| 1793 | 1800 | 1806 | 1821 | 1831 | 1836 | 1841 | 1846 | 1851 |
| ---- | ---- | ---- | ---- | ---- | ---- | ---- | ---- | ---- |
| 427  | 410  | 451  | 525  | 500  | 515  | 522  | 468  | 456  |

| 1856 | 1861 | 1866 | 1872 | 1876 | 1881 | 1886 | 1891 | 1896 |
| ---- | ---- | ---- | ---- | ---- | ---- | ---- | ---- | ---- |
| 461  | 442  | 396  | 384  | 382  | 372  | 353  | 353  | 341  |

| 1901 | 1906 | 1911 | 1921 | 1926 | 1931 | 1936 | 1946 | 1954 |
| ---- | ---- | ---- | ---- | ---- | ---- | ---- | ---- | ---- |
| 300  | 312  | 300  | 304  | 293  | 284  | 287  | 313  | 324  |

| 1962 | 1968 | 1975 | 1982 | 1990 | 1999 | 2006 | 2008 | 2013 |
| ---- | ---- | ---- | ---- | ---- | ---- | ---- | ---- | ---- |
| 308  | 309  | 343  | 413  | 475  | 508  | 504  | 503  | 650  |

| 2018 | 2022 | - | - | - | - | - | - | - |
| ---- | ---- | - | - | - | - | - | - | - |
| 691  | 694  | - | - | - | - | - | - | - |

## Lieux et monuments
- L'église Sainte-Suzanne est classée au titre des monuments historiques par arrêté du 3 mars 1931[29]. Elle date du XVe siècle comme le pensait Charles de Gerville qui s'est beaucoup occupé d'archéologie dans la Manche, tout en laissant entendre qu'elle pourrait être du début du siècle suivant. Elle est de style gothique flamboyant, mais on relève une certaine inégalité dans la construction qui n'en altère pas la valeur, bien qu'il y ait une belle unité des fenêtres. La nef, à laquelle on accède par un petit avant-porche latérale côté sud, fait suite au chœur, directement sans transept. Un petit clocher quasi central abrite l'unique cloche qui date de 1903, alors qu'il y en eut deux (refondues sous la Révolution) et une clochette. Les baies sont surmontées de trèfles et quadrilobes très variés ; l'une d'elles comporte une élégante fleur de lys. Un arc roman sur une petite porte est peut-être un vestige de l'église primitive.

Comme les clés de voûte, les corbeaux sur lesquels reposent les arceaux comportent des sculptures qui méritent l'attention. Les attributs des quatre Évangélistes, et des personnages pouvant être des témoignages d'événements dans la paroisse y sont représentés. La belle arcade qui sépare la nef du chœur soutient une poutre de gloire avec statuaire bois : le Christ en croix (XVIIIe), la Vierge douloureuse classée au titre objet aux monuments historiques et saint Jean l'évangéliste (XVIIe – XVIIIe siècle). Une statue de sainte Suzanne en bois du XIIe siècle, classée depuis 1954, a disparu en 1967.
Les vitraux datent de 1952 et 1956. Les grands prophètes, les quatre Évangélistes, des scènes de l'Ancien Testament, de la vie du Christ et de personnages de l'ère chrétienne dont le martyre de sainte Suzanne au IIIe siècle retiennent le regard.
Elle abrite une armoire eucharistique du XVIe, des lavabos des XVe et XVIe.
- Deux sites sont reconnus : Aubigny dont les parties les plus anciennes remontent au XVIe siècle ainsi que les communs de Brébeuf également du XVIe siècle. Le château de Brébeuf (même lieu), a été reconstruit au XIXe siècle (lieux privés).
- L'école est une construction de 1956. Antérieurement, l'école était là où se trouve la cantine scolaire. Dans un passé plus ancien, c'est à l'emplacement actuel et primitif de la mairie (d'aspect originel en partie conservé) qu'une école des garçons fut ouverte sur un plan de 1838. La construction d'une école des filles eut des difficultés à se réaliser. Elle n'aboutit que vers 1863, et elle était à l'emplacement de la cantine. Mais en 1925, il n'y avait plus qu'une école mixte à cet endroit, et encore après 1945 quand une baraque fut ajoutée. La baraque devenue salle des fêtes a été remplacée par une nouvelle construction au même usage en l'an 2000.

## Activité et manifestations
La commune a tenté de figurer dans le Livre Guinness des records en s'attaquant au record du monde de la plus longue chaîne de baisers le 14 février 2016, honorant ainsi Suzanne de Rome, patronne des fiancés (aberration au regard de l'Histoire, cette jeune romaine ayant repoussé une demande en mariage). Le record à battre était détenu par Pékin avec 352 baisers, mais la petite commune de 650 habitants n'a atteint que 186 baisers. En février 2018, en présence de Rachel Legrain-Trapani, miss France 2007, et au profit des malades atteints de neurofibromatose, la commune a retenté de battre le record et cette fois 214 personnes étaient présentes dans le froid et sous la grêle. La commune a demandé la validation du record du monde de la plus longue chaîne de baisers sous la grêle[réf. nécessaire], record qui serait alors difficilement battable.

### Sports
L'Espoir Sainte-Suzannais fait évoluer une équipe de football en division de district.

## Personnalités liées à la commune
- La famille de Brébeuf a laissé une forte empreinte à Sainte-Suzanne-sur-Vire et à Condé-sur-Vire, paroisse voisine. Un Hugue de Brébeuf, porté sur la liste de Dives, aurait été aux côtés de Guillaume le Conquérant à la bataille d'Hastings en 1066, et un autre Brébeuf aux côtés de Saint Louis en Égypte lors de la prise de Damiette en 1249. D'ancienne noblesse, la famille porte les armoiries : d'argent au bœuf effarouché armé de pointes d'or.
- Georges de Brébeuf, poète oublié, traducteur de la Pharsale de Lucain, et à l'occasion décrié par le poète critique Boileau, est aussi l'auteur d'une traduction du VIIe livre de l'Énéide. On lui doit encore les « Entretiens solitaires », les « Éloges poétiques », des épigrammes. Des glanes d'État civil d'érudits nous indiquent qu'il a deux frères et une sœur nés à Sainte-Suzanne. Mais en fait aucune certitude pour le poète, en 1617 ou 1618 en cette paroisse, pas plus qu'à Torigni-sur-Vire où eut lieu la ratification du traité de mariage de ses parents, et où son père était avocat (sources originelles disparues). Le poète est le neveu de saint Jean de Brébeuf, dont la famille demeurait paroisse de Condé-sur-Vire à la Boissaie, village partagé avec Sainte-Suzanne. Jean (1593–1649) a été l'apôtre évangélisateur des Hurons au Canada et martyrisé par les Iroquois. Canonisé en 1930, il est honoré par un vitrail en l'église de Sainte-Suzanne, et une chapelle près des ruines de la maison familiale (1993). C'est près de Caen, à Venoix, que le poète dut mourir en 1661 en la paroisse où son frère Nicolas était prieur-curé.
- L'abbé Jean-Baptiste Lerebour, aumônier du prince de Condé lors de son exil en 1792 et qui perdit les doigts de pied, par sa conduite irréprochable était fort estimé. À son retour, il revient à Sainte-Suzanne dans sa famille et devient curé de la paroisse. Des réformes administratives envisagent la suppression de la commune au profit de deux communes voisines, Baudre et Condé-sur-Vire. Il se bat alors en s'adressant aux autorités diocésaines pour empêcher cette division ; seules des limites ont été changées. Son handicap l'obligeait à se déplacer à cheval dans la paroisse. Il y est décédé en 1822.
- L'abbé Desurvire a été curé de la paroisse durant 43 ans. Ce qu'il rapporte dans les « Conférences ecclésiastiques » ordonnées par Jean-Pierre Bravard en 1866, au vu de la rigueur de l'enquête, font de lui une source fiable sur des événements durant les trois quarts de siècle qui précèdent. Mort en 1905, il repose dans le cimetière de la paroisse.